# Tombstone Mountain
Tombstone Mountain är ett berg i Kanada.   Det ligger i provinsen Alberta, i den centrala delen av landet, 2 900 km väster om huvudstaden Ottawa. Toppen på Tombstone Mountain är 2 395 meter över havet.
Terrängen runt Tombstone Mountain är kuperad österut, men västerut är den bergig. Trakten runt Tombstone Mountain är nära nog obefolkad, med mindre än två invånare per kvadratkilometer.. Det finns inga samhällen i närheten. 
I omgivningarna runt Tombstone Mountain växer i huvudsak barrskog.